# Bibliothèque nationale et universitaire Saint-Clément-d'Ohrid
Pour les articles homonymes, voir Bibliothèque nationale et universitaire.

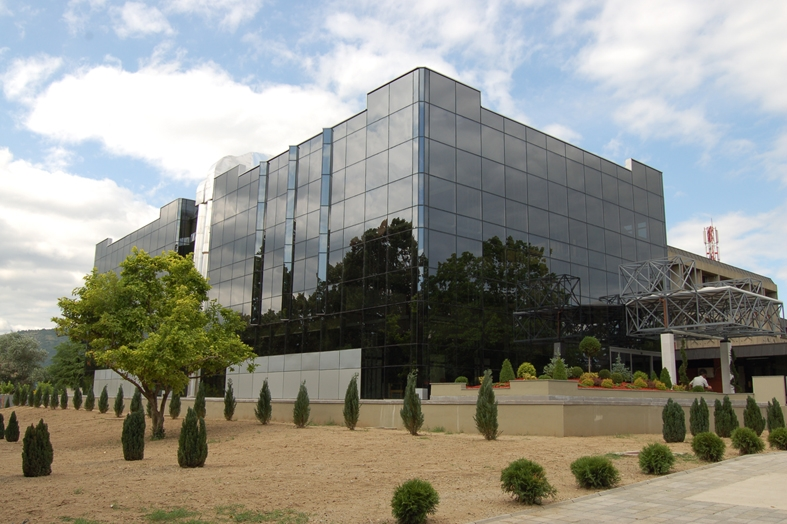
Vue de la bibliothèque.

La bibliothèque nationale et universitaire Saint Clément d'Ohrid (en macédonien Национална и универзитетска библиотека СВ. Климент Охридски, abrégé en НУБ Св. Климент Охридски) est la bibliothèque nationale de Macédoine du Nord, en même temps que la bibliothèque de l’université Saints-Cyrille-et-Méthode de Skopje. Elle est située au centre de Skopje, dans la municipalité de Tsentar.

## Histoire
La bibliothèque fut fondée en 1944 et ne possédait alors que 150 000 documents. Son patron, Clément d'Ohrid, est une figure majeure de l'histoire macédonienne, et c'est lui qui a fondé la première bibliothèque du pays, au Xe siècle. À partir de 1945, la bibliothèque fut un dépôt pour les publications yougoslaves. Elle était alors installée dans la faculté de philosophie, détruite par le séisme de Skopje en 1963.
En 1972, l'institution s'installa dans ses locaux actuels et, en 1991, elle devint, avec l'indépendance du pays, la bibliothèque de dépôt pour toutes les publications macédoniennes. En 2009 fut construite une extension de 3 000 mètres carrés.

## Employés et utilisateurs
La bibliothèque et ses différents départements (Centre national des bibliothécaires, Centre de référencement, Office de promotion culturelle, Bibliothèque virtuelle de Macédoine...) emploient 150 personnes.
La bibliothèque reçoit environ 120 000 utilisateurs par an ; 75 % d'entre eux sont des étudiants et 15 % sont des scientifiques et des savants. Elle couvre 11 217 mètres carrés, 2 800 sont laissés au stockage et 2 300 aux lecteurs. La bibliothèque peut recevoir jusqu'à 500 lecteurs en même temps.

## Collection
La bibliothèque possède 3 000 000 documents, dont 720 000 livres et 1 320 000 périodiques, journaux et autres imprimés. Les collections spécialisées regroupent de vieux manuscrits slaves, des livres anciens, des manuscrits et livres orientaux (arabes, persans et turcs), des gravures, des dessins, des cartes, des microfilms et des thèses de doctorat et de master.